# Skendleby
Skendleby är en ort och civil parish i Storbritannien.   Den ligger i grevskapet Lincolnshire och riksdelen England, i den sydöstra delen av landet, 190 km norr om huvudstaden London. Skendleby ligger 45 meter över havet och antalet invånare är 160.
Terrängen runt Skendleby är platt. Runt Skendleby är det ganska tätbefolkat, med 75 invånare per kvadratkilometer. Närmaste större samhälle är Skegness, 14,4 km sydost om Skendleby. Trakten runt Skendleby består till största delen av jordbruksmark.